# 坂州木頭川
坂州木頭川（さかしゅうきとうがわ）は、徳島県を流れる那賀川水系の一級河川である。とくしま水紀行50選選定。源流部から最上流の槍掛け以西は槍戸川という。

## 地理
旧那賀郡木沢村の西端剣山南斜面に発し、東流して同郡上那賀町出合地区で那賀川に合流する。那賀川水系最大の支流。坂州・木頭は共に町村制実施以前の下流域の村名。
坂州木頭川の源流には剣山スーパー林道となっており、槍戸峡では広大な原生林・もみじの名所として知られている。川ではハイ・アユ・アメゴ等が釣れる。川には追立ダムがあり、支流・大美谷川には大美谷ダムがある。

## 支流
- 大美谷川
- 泉谷川
- 新居田谷川
- 樒谷川
- 藤ヶ内谷川
- 沢谷川 - 釜ヶ谷川

## 自然景勝地
- 中部山渓県立自然公園
- 剣山スーパー林道
- 槍戸峡
- にくぶちの滝
- ほら貝の滝
- 大轟の滝 - 沢谷川
- 大釜の滝 - 釜ヶ谷川

## 利水施設
- 追立ダム
- 大美谷ダム（大美谷川）